# Pierre Pleimelding
Pierre Pleimelding est un footballeur puis entraîneur français, né le 19 septembre 1952 à Laxou et mort le 30 avril 2013 à Colmar.

## Carrière

### En tant que joueur
Pierre Pleimelding découvre la 1re division avec l'AS Monaco en 1974, avant de rejoindre le LOSC. Avec 21 réalisations, il est quatrième du classement des buteurs lors du championnat de France 1978-1979, puis troisième en 1979-1980 avec 18 buts. Pleimelding passe une saison dans le championnat Suisse, au Servette FC, en 1981-1982.
Pierre Pleimelding compte une sélection en équipe de France, il est appelé fin 1978 pour disputer un match amical face à l'Espagne.

### En tant qu'entraîneur
En 1985, Pierre Pleimelding commence sa carrière d'entraîneur dans son ancien club, le SAS Épinal, qui évolue en 2e division. Il dirige ensuite la sélection de Côte d'Ivoire, notamment lors de l'édition 1996 de la Coupe d'Afrique des nations. De retour en France, il entraîne un club amateur, le FCSR Haguenau.

## Vie personnelle
Pierre est le fils de René Pleimelding, ancien joueur du FC Nancy et international français, qui fut également entraîneur. Son frère, Gérard Pleimelding, est lui aussi un ancien footballeur professionnel et son fils Johan est entraîneur à Biesheim.